# ジョージア国の新聞一覧
ジョージア国の新聞一覧（ジョージアこくのしんぶんいちらん）は、ジョージア（グルジア）で発行されている新聞の一覧。

## 一覧
- 24 Saati（トビリシ）
- Akhali Gazeti
- Alia（トビリシ）
- The FINANCIAL（トビリシ）週刊英字紙
- 「ジョージア・トゥデイ」（Georgia Today、トビリシ）隔週間英字紙[1]
- 「ジョージアン・タイムズ（英語版）」（The Georgian Times、トビリシ）週刊英字紙[2]
- Kvilis Palitra[2]
- The Messenger[3]
- Mtavari Gazeti[3]
- 「レゾナンシ」（Rezonansi）[2]
- Sakartvelos Respublika[2]
- 「スヴォボードナヤ・グルジア」週刊ロシア語紙[4]